# Palazzo delle Esposizioni
El Palazzo delle Esposizioni es un edificio de estilo neoclásico situado en Roma.

## Historia
El palacio fue diseñado por Pío Piacentini e inaugurado en 1883. Desde entonces hasta nuestros días ha sido sede de numerosas exposiciones.
Las obras de construcción no comenzaron hasta 1880 y el edificio fue inaugurado, con una ceremonia solemne, en 1883.
Durante la época fascista su fachada fue temporalmente modificada con motivo de alguna exposición, porque su estilo no estaba considerado acorde con el paso de los tiempos.

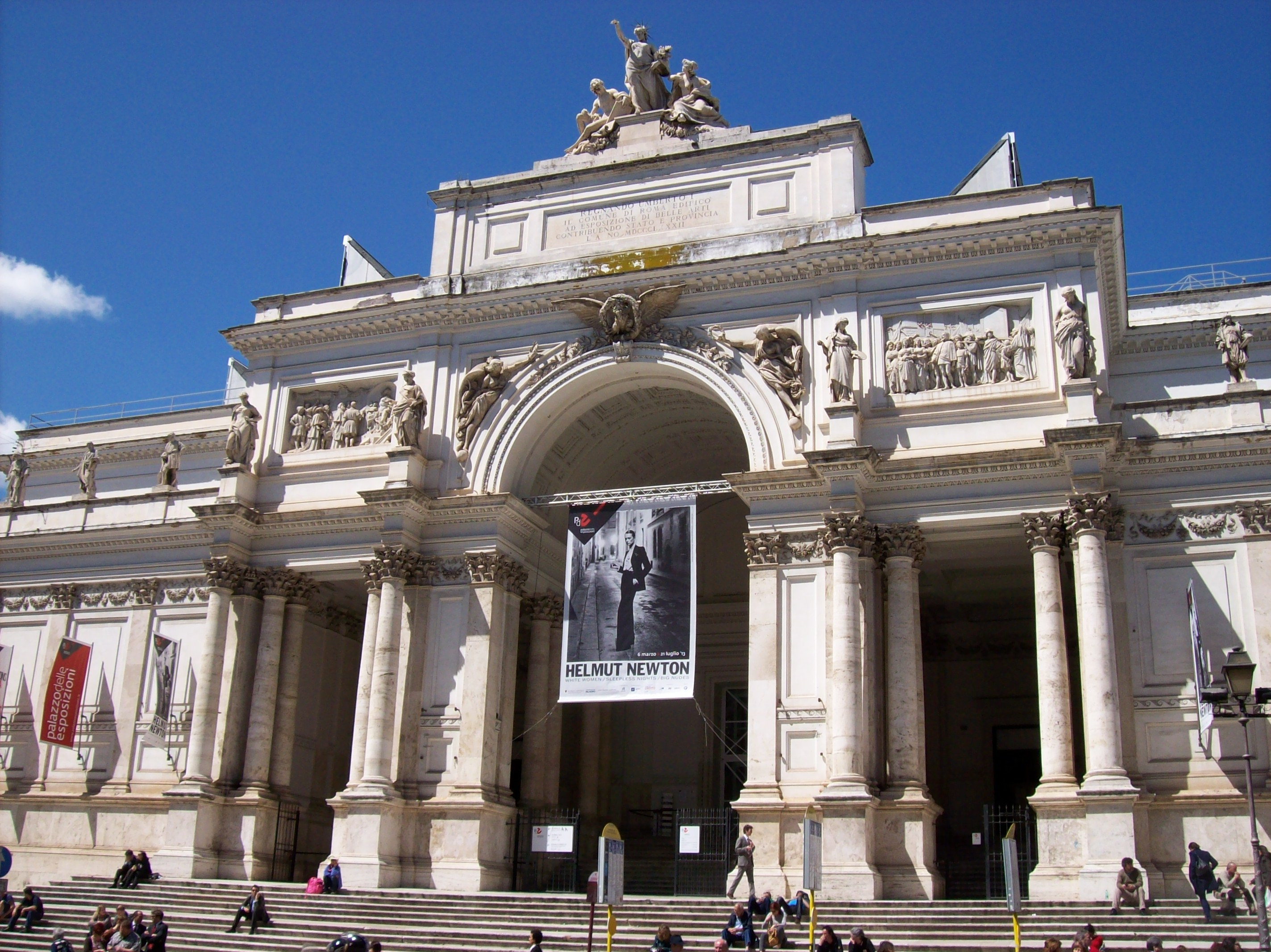
El Palazzo en 2013.